# Ibrahim (profeet)
Ibrahim (Arabisch: ابرَاهِيم) is binnen de islam een belangrijke profeet en boodschapper, die in het jodendom en christendom bekend is als Abraham.
Ibrahim komt uit het nageslacht van de boodschapper Nuh (Noach) via zijn zoon Sam. Tussen het overlijden van Nuh en Ibrahim zitten enkel de profeten Hud en Salih. 
In de Koran is Ibrahim de boodschapper van de Suhuf Ibrahim, voorafgaand aan Mohammed en de Koran. De Koran benadrukt een voortzetting te zijn van de eerdere boodschap die Ibrahim ontving.
Ibrahim wordt nadrukkelijk moslim en hanif genoemd. De discussies rondom zijn geloof of hij jood of christen was, werden volledig afgekeurd. Zo zegt Soera De Koe 135: En zij zeggen: "Weest joden of christenen, dan zult gij worden geleid". Zeg (hun): "Neen, maar (volg) de godsdienst van Abraham, de oprechte: hij behoorde niet tot de afgodendienaren". De Koran noemt hem monotheïst en ook de vader van monotheïstische volkeren. 

## Zamzam
Ibrahim was genoodzaakt zijn vrouw Hagar en hun zoon Ismaïl de woestijn in te jagen. Maar God redde hen door het doen ontspringen van de bron Zamzam en beloofde, zoals ook vermeld in Genesis/Beres'jiet 21:19, dat Ismaïl de vader zou worden van een groot volk. In het bijbelverhaal is er echter geen vermelding van de Arabieren maar van een volk dat zich "ten oosten van Egypte vestigt". Volgens de plaatselijke traditie zouden Hagar en Ismaïl zich gevestigd hebben in Mekka, alwaar Ibrahim hen op kwam zoeken.

## Offerfeest
Het Offerfeest in de islam is een herdenking van het offer van Ibrahim. Hoewel het verhaal in de Koran niet gedetailleerd is, gaan de islamitische tradities verder in op de bedoelingen en de achtergronden van het verhaal. Ibrahim werd door God in een droom gevraagd te offeren wat hem het dierbaarst was. Ibrahim, die rijk aan bezittingen was, had slechts één zoon. Hij begreep dat God die als offer verlangde. Ook begreep hij dat God hem niets kon vragen dat zondig was. Hij was er, hoeveel moeite het hem ook kostte, toe bereid zijn zoon te offeren. De meeste islamitische tradities gaan ervan uit dat het om zijn zoon Ismaïl (Ismaël) gaat. Vlak voordat de zoon geofferd zou worden, verscheen de engel Djibriel (Gabriël). Deze vertelde Ibrahim dat Gods opdracht volbracht was, want hij had de beproeving doorstaan. Zo maakte God aan Ibrahim duidelijk dat hij geen mensenoffers wil, maar absolute gehoorzaamheid. In de omgeving vond Ibrahim een ram die hij vervolgens aan God offerde.

## Ka'aba
Ibrahim en Ismaïl herbouwden samen de Ka'aba, die oorspronkelijk gebouwd was door Adam, maar zij was vervallen en werd gebruikt voor afgoderij. Moslims beschouwen Adam als de eerste monotheïst, een hanif. Er zijn nog verschillende verhalen binnen de islamitische tradities dat Ibrahim nog regelmatig bij Ismaïl op bezoek kwam.

## Suhuf Ibrahim
Ibrahim kreeg een boek van God, de Suhuf Ibrahim, wat de Boekenrollen van Abraham betekend. Het wordt 2 keer vernoemd in de koran. De Boekenrollen van Abraham worden als verloren beschouwd.

## Overzichtelijk tabel
|                            | Islam           | Judeo-christelijk     |
| -------------------------- | --------------- | --------------------- |
| Vader                      | Azar            | Terakh                |
| Sara                       | Vrouw           | Vrouw en halfzus      |
| Offer                      | Ismaël in Mekka | Isaak in Jeruzalem    |
| Woonplaats Hagar en Ismaël | Mekka           | Ten oosten van Egypte |